# Кузнецова, Мария Николаевна

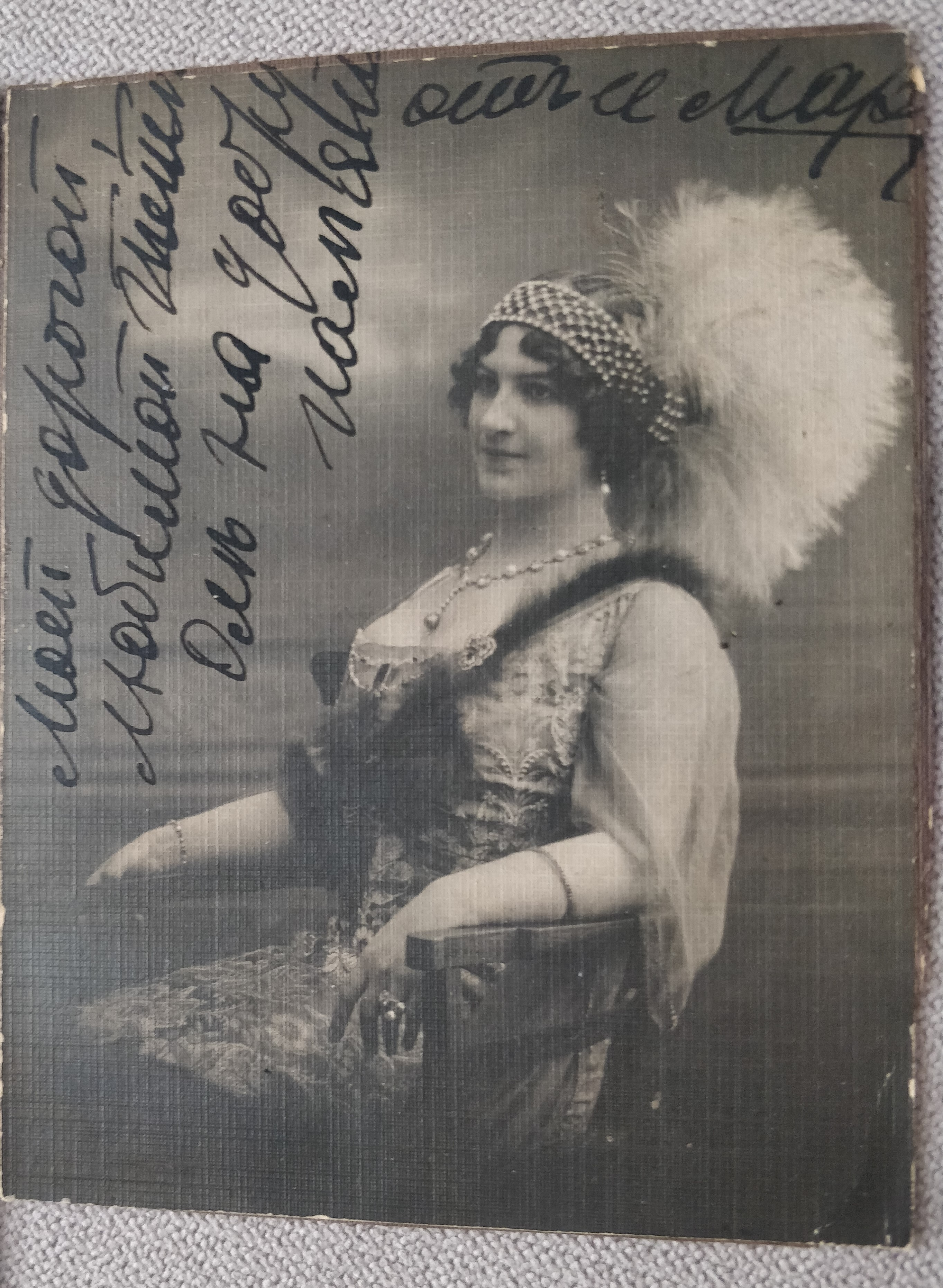

Мари́я Никола́евна Кузнецо́ва, по первому браку также Кузнецо́ва-Бенуа́ (1880, Одесса — 25 апреля 1966, Париж) — русская оперная певица (сопрано) и танцовщица, солистка Мариинского театра в 1905—1917 годах. Участница «Русских сезонов» Сергея Дягилева.

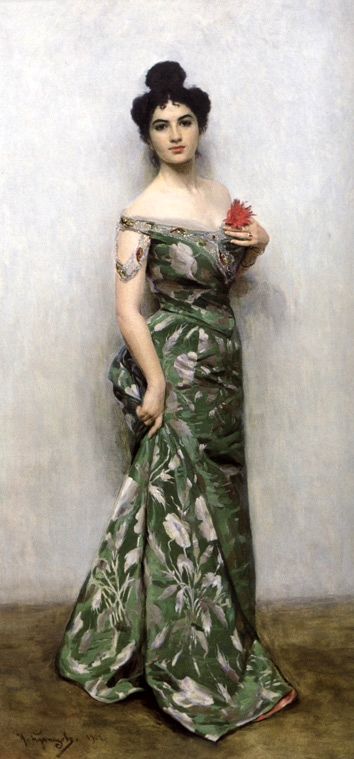
Н. Д. Кузнецов. Портрет Марии Николаевны Кузнецовой-Бенуа — дочери художника. 1901, холст, масло. Санкт-Петербургский музей театрального и музыкального искусства

## Биография
Дочь известного одесского художника, члена Товарищества передвижников Николая Дмитриевича Кузнецова и его жены Анны Григорьевны (урождённой Проценко); по первому браку — невестка Альберта Н. Бенуа, по второму — Карепанова, в третьем браке замужем за дирижёром Хосе Лассалем, в четвёртом браке за Альфредом Массне, промышленником, племянником композитора Жюля Массне.
С детских лет росла в атмосфере, близкой к искусству, в доме родителей бывал Пётр Чайковский. Училась в балетной школе, затем училась пению в Петербурге сначала у итальянского педагога Марти, затем у Иоакима Тартакова. С 1917 года жила во Франции. На оперной сцене дебютировала в 1904 году в Петербурге (антреприза А. А. Церетели). В 1905—1915 и в 1916—1917 солистка петербургского Мариинского театра. Создательница Русской частной оперы в Париже.
Первым браком замужем за Альбертом Альбертовичем Бенуа (1879, Петербург — 1930, Шанхай). Сын от этого брака: Бенуа Михаил Альбертович (2 октября 1926, Мальзерб).

## Творчество
Первая исполнительница партий Февронии в опере Н. А. Римского-Корсакова «Сказание о невидимом граде Китеже…» и Клеопатры в одноимённой опере Массне.
Лучшие оперные партии:
- Антонида («Жизнь за царя» М. Глинки, 23.11.1906 с И. В. Ершовым и Ф. И. Шаляпиным),
- Людмила («Руслан и Людмила» М. Глинки, 7.12.1908 и 30.9.1911 с Ф. И. Шаляпиным),
- Ольга («Русалка» А. Даргомыжского, 18.12.1906 с Л. В. Собиновым и Ф. И. Шаляпиным),
- Тамара («Демон» А. Рубинштейна, 30.12.1905, 26.1.1907 и 18.12.1909 с Ф. И. Шаляпиным),
- Татьяна («Евгений Онегин» П. Чайковского),
- Купава («Снегурочка» Н. Римского-Корсакова),
- Джульетта («Ромео и Джульетта» Ш. Гуно),
- Кармен (одноим. опера Ж. Бизе, по мнению критиков, была одной из лучших на русской сцене),
- Манон Леско («Манон» Ж. Массне),
- Таис (одноим. опера Ж. Массне),
- Виолетта («Травиата» Дж. Верди),
- Чио-Чио-сан («Чио-Чио-сан»/«Мадам Баттерфляй» Дж. Пуччини),
- Эльза («Лоэнгрин» Р. Вагнера).

М. Н. Кузнецова много концертировала; в 1918 г. выступала вместе с Г. Поземковским в Швеции. В камерном репертуаре певицы были произведения зарубежных, русских, украинских композиторов, романсы П. Чайковского и С. В. Рахманинова, народные песни.
Была также танцовщицей, участвовала в «Русских сезонах» С. Дягилева (Жена Потифара в балете «Легенда об Иосифе» М. М. Фокина на музыку Р. Штрауса (Josephslegende), 1914). Эпизодически участвовала в балетных спектаклях: в Петербурге и Москве. В 1920-х гг. в Париже и Лондоне давала вечера испанских танцев (танцевала под собственный аккомпанемент на кастаньетах, которые проходили с большим успехом; костюмы шила по эскизам Л. Бакста).
Оставив сцену, поселилась в Барселоне, где вела педагогическую работу и была музыкальным советником местной оперы. Последние годы жила в Париже.
В 1956 году эмигрантский журнал «Возрождение» опубликовал в Париже запись неким монограммистом И. М. устных воспоминаний Марии Кузнецовой о пребывании композитора в 1893 году в Одессе, своём знакомстве с ним и о создании отцом его портрета.